# 135 г. пр.н.е.
135 (сто тридесет и пета) година преди новата ера (пр.н.е.) е година от доюлианския (Помпилийски) римски календар.

## Събития

### В Римската република
- Консули са Сервий Фулвий Флак и Квинт Калпурний Пизон.
- Консулът Флак е изпратен да се бие в Илирия, а Пизон в Испания, за да продължи войната с Нуманция.[1]
- Преторът Марк Косконий се сражава успешно със скордиските в Тракия.[1]
- Несполуките във войната с Нуманция водят до успешното избиране на Публий Корнелий Сципион за консул за следващата година.
- Начало на Първото робско въстание.

### В Азия
- Симон Таси е убит и наследен като владетел в Юдея от Йоан Хиркан I.[2]
- Антиох VII Сидет обсажда Йерусалим.[2]

## Родени
- Клеопатра Селена I, дъщеря на египетския фараон Птолемей VIII Фискон Евригет II и царица на Сирия (умряла 69 г. пр.н.е.)
- Луций Юлий Цезар (консул 90 пр.н.е.), римски политик (умрял 87 г. пр.н.е.)
- Гней Папирий Карбон (консул 85 пр.н.е.), римски политик (умрял 82 г. пр.н.е.)
- Квинт Цецилий Метел Непот (консул 98 пр.н.е.), римски политик (умрял 55 г. пр.н.е.)
- Посидоний, древногръцки философ, историк, географ и астроном (умрял 51 г. пр.н.е.)

## Починали
- Симон Таси, принц на Юдея и първосвещеник
- Стратоника IV, принцеса на Кападокия

Бележки: